# Шарандо, Алексей Алексеевич
Алексей Алексеевич Шарандо (латыш. Aleksejs Šarando; род. 1 января 1964, Рига) — советский и латвийский футболист, нападающий. Латвийский тренер.

## Биография
Воспитанник СДЮСШОР «Даугава» Рига, тренер И. Полищук. В 1986 году играл в чемпионате Латвийской ССР за рижское «Торпедо». В 1987—1988 годах выступал во второй советской лиге за «Звейниекс» Лиепая, в 1989 — в первой лиге за «Даугаву» Рига. 1990 год провёл во второй низшей лиге в составе РАФ Елгава. 1991 год начал в клубе чемпионата Латвийской ССР «Форум-Сконто», затем перешёл в рижскую «Пардаугаву» из первой лиги.
В чемпионате Латвии играл за клубы «Даугава/Компар» / «Олимпия» (1992, 1993), «ЛУ/Даугава» Рига (1998), «Рига» (1999—2001).
Выступал за клубы Польши (ЛКС Ломжа, 1992), Финляндии (КПВ Коккола, «Джаз» Пори), Швеции «Елливаре», 1993—1994, 1996—1997), России («Нефтехимик» Нижнекамск, 1995)
За сборную Латвии в 1993—1999 годах сыграл 24 матча, забил два гола.
В 2005 году — главный тренер «Олимпа» Рига. С 2006 года — тренер в академии «Сконто». В 2017, с июня — главный тренер «ФЦ РТУ/Академия Сконто».